# Aurelio Cortesi
Aurelio Cortesi (Parma, gennaio 1931 – Parma, 3 marzo 2021) è stato un architetto italiano.

## Biografia
Dopo la laurea al Politecnico di Milano ha lavorato per due anni nello studio milanese di Franco Albini. L'impegno universitario inizia nel 1957 come assistente di Lodovico Belgiojoso nel corso di Caratteri distributivi degli edifici dell'Istituto di Architettura di Venezia e continua in vari atenei fra cui, oltre al Politecnico di Milano dove è stato assistente di Ignazio Gardella, alle università di Firenze e di Genova. Dal 1988 al 2006 è stato ordinario di Composizione architettonica alla facoltà di architettura dell'Università di Parma.
Ha partecipato a conferenze e seminari in varie università italiane e straniere, fra le quali Lubiana, Nancy, Strasburgo, Marsiglia e Lisbona. L’attività di ricerca e di progettazione si è espressa attraverso mostre ed esposizioni di architettura fra cui, nel 1983, la rassegna "L’Ivre de Pierre" presso il Museo d’Arte Moderna di Parigi, con un progetto sul "Falso e vero Petitot". 
Negli anni Ottanta ha partecipato a vari concorsi parigini, vincendo un premio sull’"Architecture Mediterraneénne" con un progetto sulla città ideale di Pallavicinia. Ha presentato suoi lavori alla Biennale di Venezia nel 1991 e 1993, e alla Triennale di Milano nel 1995.
Dal suo studio di architettura in strada del Consorzio (a fianco di piazza del Duomo) sono usciti molti progetti, tra cui il Centro commerciale Euro Torri e la villa alle porte di Langhirano scelta da Bernardo Bertolucci come abitazione del protagonista Ugo Tognazzi nel film La tragedia di un uomo ridicolo.
Nel maggio 2012 il Presidente della Republica Giorgio Napolitano gli ha assegnato il Premio Presidente della Repubblica per l’Architettura (edizione 2011).